# Lutzomyia calcarata
Lutzomyia calcarata är en tvåvingeart som beskrevs av Martins A. V., Silva J. E. 1964. Lutzomyia calcarata ingår i släktet Lutzomyia och familjen fjärilsmyggor. Inga underarter finns listade i Catalogue of Life.